# Opazovalni stolp
Opazovalni stolp tudi stražarski stolp je del utrdbe, ki so jo uporabljali v številnih delih sveta. Od običajnega stolpa se razlikuje v tem, da je njegova primarna uporaba vojaška in je običajno prostostoječa struktura. Njegov glavni namen je zagotoviti visoko, varno mesto, s katerega se lahko kontrolira ali opazuje okolico. Primeri nevojaških stolpov so lahko verske pagode, protipožane opazovalnice, letališki in pristaniški stolpi in podobno.

## Opis
Opazovalni ali stražarski stolpi so običajno zasedeni s stražarskim mestom. To so lahko zgolj civilne naloge, kot so spremljanje gozdnih površin zaradi nevarnosti požara. Bolj pogosto so namenjeni varovanju določenih objektov ali določene meje. Na splošno imajo stolpi primerne brezžične ali žične telekomunikacijske povezave. Stolpi zaporov so zgrajeni ob zidu zapora.
Praviloma so visoki do 20 metrov v primeru nadzora objektov. Stolpi za nadzor gozdov pa so lahko visoki do 50 metrov, oziroma višji od krošenj dreves.
Opazovalni stolpi so lahko leseni, kovinski in betonski, redkeje opečni.

## Zgodovina

### Vojaški opazovalni stolpi
Že Rimljani so zgradili številne stolpe kot del sistema komunikacij, en primer tega stolpa je vzdolž Hadrijanovega zidu v Veliki Britaniji. Rimljani so zgradili veliko svetilnikov, kot je Stolp Hercules v severni Španiji, ki je preživel do danes kot delujoča stavba in prav tako znan svetilnik na gradu Dover, ki je ohranjen kot ruševina do približno polovice svoje prvotne višine.
V srednjeveški Evropi so imeli mnogi gradovi in dvorci ali podobne utrjene stavbe opazovalne stolpe. V nekaterih dvorcih v zahodni Franciji je bil stolp opremljen s puščicami ali topovi kot enega glavnih sredstev za obrambo. Fevdalni gospodje so lahko opazovali svoje področje z vrha svojega stolpa.
V južni Savdski Arabiji in Jemnu so bili majhni kamniti in blatni stolpi, imenovani qasaba izdelani kot opazovalni stolpi ali bivalno-obrambni stolpi v gorah Asir. V Najdu so opazovalni stolp imenovali Margab in so ga uporabljali za opazovanje približevanja sovražnika in kriče sporočali opozorila z vrha.
Škotska je ob meji z Anglijo gradila tako imenovane Peel tower, ki so bili kombinacija opazovalnega stolpa in stolpa za bivanje ali stolpne hiše, ki je služila kot prebivališče lokalni plemiški družini.
Sredozemske države in zlasti Italija, so gradile številne obalne stolpe že od zgodnjega srednjega veka, kar je bilo povezano z grožnjo napadov Saracenov iz različnih muslimanskih držav (primer na Balearskih otokih, Ifrikiji ali Siciliji). Pozneje (od 16. stoletja) so mnoge obnovili ali zgradili nove proti berberskim piratom.
Nekateri pomembni primeri vojaških sredozemskih opazovalnih stolpov so tisti, ko so jih zgradili na obalah Malte malteški vitezi. Ti stolpi je bili v velikosti od majhnih do velikih struktur, oboroženi s številnimi topovi. To so Wignacourtovi stolpi, de Redinovi stolpi in Lascarisovi stolpi, imenovani po velikih mojstrih, ki so jih naročili celo serijo.
V Kanalskih otokih okrogel stolp Jersey in Guernseyevi cilindrični stolpi datirajo iz poznega 18. stoletja. Postavljeni so bili za opozarjanje napadov Francozov.
Martellovi stolpi so bili zgrajeni širom po britanskem imperiju kot obrambne utrdbe, ki so bile oborožene s topovi in ki so bili pogosto med seboj v vidnem polju. Eden izmed zadnjih Martellovih stolpov je bil zgrajen v Fort Denison v pristanišču Sydney. Zadnji Martellovi stolpi so protiletalski stolpi, postavljeni v drugi svetovni vojni kot nosilci za protiletalsko topništvo.

### Moderno vojskovanje
V sodobnem vojskovanju se je pomen opazovalnih stolpov zmanjšal zaradi razpoložljivosti alternativnih oblik vojaške obveščevalne službe, kot je izvidništvo z vohunskimi sateliti in brezpilotnimi letali. Vendar pa so bili taki stolpi uporabljeni v boju proti upornikom za ohranitev vojaške prisotnosti na konfliktnih območjih. Primer je francoska vojska v francoski Indokini, britanska vojska in Royal Ulster Constabulary na Severnem Irskem in Izraelske obrambne sile v Gazi in na Zahodnem bregu.

### Nevojaški opazovalni stolpi
Zgodovinski primer nevojaškega opazovalnega stolpa je v Jeruzalemu. Čeprav so ga Hebrejci uporabljali za opazovanje približevanja vojske, so verske oblasti prepovedale jemanje orožja v stolp, saj bi to zahtevalo prenašanje orožja skozi tempelj. Kralj Herod ga je obnovil in poimenoval po Marku Antoniju, prijatelju, ki se je bojeval proti Oktavijanu (kasneje Avgust) in izgubil.

## Lokacije opazovalnih stolpov
Lokacije opazovalnih stolpov se lahko nahajajo:
- v zaporih (predvsem opečni stolpi, v novejših zaporih armiranobetonski stolpi)
- v vojaških bazah (predvsem jekleni rešetkasti stolpi)
- za potrebe vodne reševalne službe na plažah in ob bazenih
- na gozdnih območij za preprečevanje gozdnih požarov (jeklene ali armiranobetonske konstrukcije)
- kontrolni stolpi v pristaniščih in na letališčih
- razgledni stolpi na vrhovih nerazglednih gora

Zgodovinsko:
- v utrdbah in trdnjavah
- v koncentracijskih taboriščih (predvsem jeklene konstrukcije)
- ob nekdanji meji med zahodno in vzhodno Evropo (večinoma betonske konstrukcije)
- v večjih industrijskih obratih, zlasti v nekdanjih socialističnih državah (večinoma betonski stolpi)

- DDR- Schlesischer Busch: star mejni opazovalni stolp ob Berlinskem zidu
- Opazovalni stolp na meji z DDR pri Geisa (danes Muzej Point Alpha)
- Opuščeni stražni stolpi v sovjetski vojašnici v Leipzig-Möckern
- Opazovalni oziroma stražni stolp v koncentracijskem taborišču Buchenwald, 1983
- Rekonstruiran rimski stolp ob limesu iz lesa blizu Kastell Bucha (Retijski limes).